# Retrato de Pier Maria Rossi di San Secondo

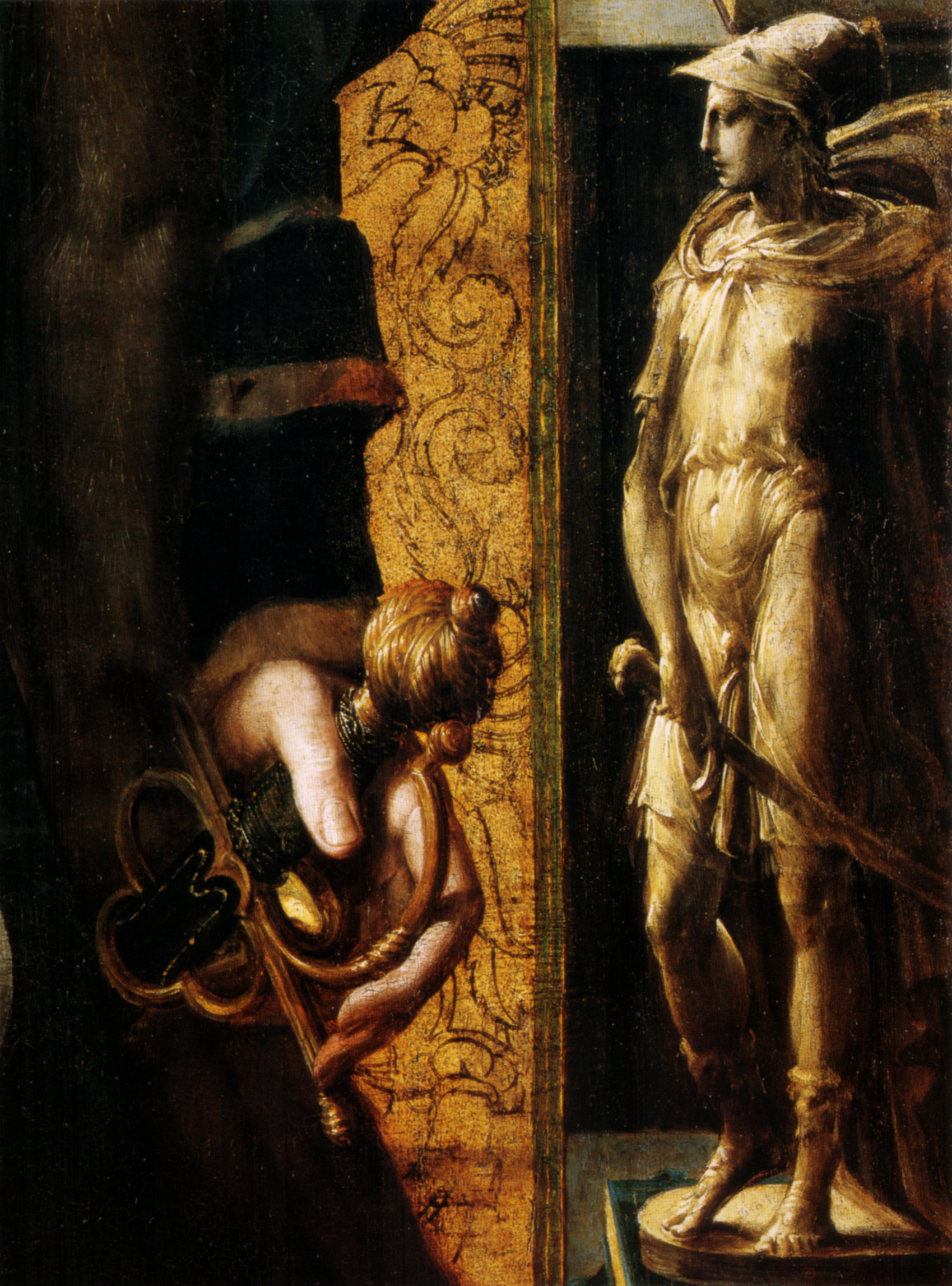
Detalle.

El Retrato de Pier Maria Rossi di San Secondo es una pintura al óleo sobre tabla (133 cm x 98 cm) de Parmigianino, datada hacia 1535-1539 y conservada en el Museo del Prado de Madrid. La obra hace pendant (pareja) con el Retrato de Camila Gonzaga con tres hijos, esposa del conde, pero tal obra, en el mismo museo, es de atribución más incierta, al menos para las figuras de los niños.

## Historia
El inventario de 1686 del Real Alcázar de Madrid registra en la Sala de la Aurora un "retrato del conde de San Segundo". A partir de esta indicación, en 1896, Ricci reconoció a Pier Maria III de Rossi. Una nota de 1630 de un descendiente suyo, Federico I de Rossi, recordaba de hecho la existencia de un retrato de mano de Parmigianino, que había sido descrito también por Carrari.
Basseri Rota (1995) reconstruyó las etapas que llevaron el cuadro a España: en 1650, en el curso de unas negociaciones entre los Farnesio de Parma y los Rossi di San Secondo sobre algunos feudos confiscados a estos últimos en 1635, Scipione I di Rossi acudió a la corte de Madrid, donde obtuvo dinero y apoyo de Felipe IV que fueron indispensables para el buen éxito en la disputa; no llevó el retrato consigo, pero quizás lo prometió, o al menos habló de él, de manera que en 1664, un intermediario pudo comprarlo, junto con el de la esposa, en nombre del rey de la colección de los marqueses de Serra.
La datación oscila entre 1535 y 1539, en base a la edad del retratado (nacido en 1504), con una mayor probabilidad hacia 1538, cuando el conde está documentado en San Secondo y cuando Parmigianino, interpretando una nota de Vasari, debió refugiarse en su corte en un momento de particular tensión con los fabricantes de la Madonna de la Steccata en Parma.
Tanto de la pintura como de su contraparte o pendant se realizaron numerosas copias antiguas. Dos, vistas en San Segundo por el padre Ireneo Affò y confundidas con las originales, se donaron en 1810 del conde Rossi a Moreau de Saint Mery: en esta copia del retrato del conde cerca de la estatua de Marte aparece la inscripción "Imperio", ausente en la original.

## Descripción y estilo
Sobre el fondo de una preciosa tela de damasco dorado, que el conde probablemente había traído de Francia, Pier Maria de Rossi es retratado de tres cuartos, hasta las rodillas, de pie, vistiendo un amplio tabardo oscuro forrado y bordado de piel, sobre un largo chaleco del mismo color, camisa blanca y un par de calzones también blancos animados por cortes regulares (denominados acuchillados) "a la francesa" y bragueta acolchada, siguiendo la moda de la época. La pose es orgullosa e hierática, con una mano apoyada en la cadera y la otra sobre la empuñadura de la espada, simbolizando su carrera militar. En ese momento, el conde estaba al servicio de Carlos V. Tiene la barba larga y el cabello corto y castaño, los ojos expresivos dirigidos hacia la derecha, idealmente hacia el retrato de la consorte.
A la derecha, más allá de la tela, se extiende un paisaje de una ciudad repleta de monumentos, idealmente Roma, y algunos objetos que aclaran los intereses y las actitudes del conde: una estatua de Marte, dios de la guerra que parece replicar su pose, un bajorrelieve antiguo, símbolo de su afición coleccionista en el campo del arte, y algunos libros, emblema de su amor por la literatura, habiendo sido amistoso corresponsal de Pietro Aretino. La estatuilla muestra las formas alargadas típicas del estilo de Parmigianino. 